# NGC 3382
NGC 3382 је двојна звезда у сазвежђу Мали лав која се налази на NGC листи објеката дубоког неба.
Деклинација објекта је + 36° 43' 32" а ректасцензија 10h 48m 25,5s. Привидна величина (магнитуда) објекта NGC 3382 износи 11,8.